# Alisotrichia cornicula
Alisotrichia cornicula är en nattsländeart som beskrevs av Bueno-soria och Harris 1993. Alisotrichia cornicula ingår i släktet Alisotrichia och familjen smånattsländor. Inga underarter finns listade i Catalogue of Life.